# Chrysonotomyia micraulax
Chrysonotomyia micraulax är en stekelart som beskrevs av Christer Hansson 2004. Chrysonotomyia micraulax ingår i släktet Chrysonotomyia och familjen finglanssteklar.
Artens utbredningsområde är:
- Belize.
- Costa Rica.
- Honduras.

Inga underarter finns listade i Catalogue of Life.